# Konrad Gałka
Konrad Piotr Michał Gałka (ur. 3 lutego 1974 w Krakowie) – polski pływak specjalizujący się w stylu motylkowym.
W 1992 i w 1996 roku brał udział w igrzyskach olimpijskich. Jest uznawany za jednego z najlepszych pływaków w stylu motylkowym.

## Osiągnięcia
- Mistrzostwa Europy juniorów 1991 – złoto na 200 m stylem motylkowym
- Mistrzostwa Polski w 1991 – złoto na 200 m stylem motylkowym
- Mistrzostwa Polski w 1992 – złoto na 200 m stylem motylkowym
- Mistrzostwa Europy w Sheffield 1993 – 7. miejsce na 200 m stylem motylkowym
- Mistrzostwa Polski w 1993 - złoto na 200 m stylem motylkowym
- Mistrzostwa Świata w Rzymie 1994 – 5. lokata na 200 m stylem motylkowym
- Mistrzostwa Polski w 1994 - złoto na 200 m stylem motylkowym, złoto na 400 m stylem dowolnym
- Mistrzostwa Europy w Wiedniu 1995 – srebro na 200 m stylem motylkowym
- Mistrzostwa Polski w 1995 - złoto na 200 m stylem motylkowym
- Mistrzostwa Polski w 1996 - złoto na 200 m stylem motylkowym, złoto na 50 m stylem motylkowym

## Rekordy życiowe

### Basen 25-metrowy
- 50 m stylem motylkowym - 24,67 uzyskany 9 grudnia 1995 w Lesznie
- 100 m stylem motylkowym - 54,47 uzyskany 24 stycznia 1996 w Sheffield
- 200 m stylem motylkowym - 1.57,09 uzyskany 11 lutego 1995 w Sheffield

### Basen 50-metrowy
- 100 m stylem dowolnym - 53,50 uzyskany 9 kwietnia 1995 w Utrechcie
- 200 m stylem dowolnym - 1.53,0 uzyskany 10 sierpnia 1993 w Oświęcimiu
- 400 m stylem dowolnym - 3.59,39 uzyskany 11 sierpnia 1993 Oświęcimiu
- 1500 m stylem dowolnym - 15.52,38 uzyskany 17 lipca 1994 we Wrocławiu
- 50 m stylem motylkowym - 24.41 uzyskany 28 lutego 1996 Oświęcimiu
- 100 m stylem motylkowym - 55,12 uzyskany 29 lutego 1996 Oświęcimiu
- 200 m stylem motylkowym - 1.58,66 uzyskany 10 września 1994 w Rzymie